# Jan Zwartendijk
Jan Zwartendijk, né le 29 juillet 1896 à Rotterdam et mort le 14 septembre 1976 à Eindhoven, est un homme d'affaires et diplomate néerlandais. En poste à Kaunas, en Lituanie durant la Seconde Guerre mondiale, il aide des Juifs à fuir l'Europe en 1940 et est à ce titre reconnu comme Juste parmi les Nations.

## Action pendant la Seconde Guerre mondiale

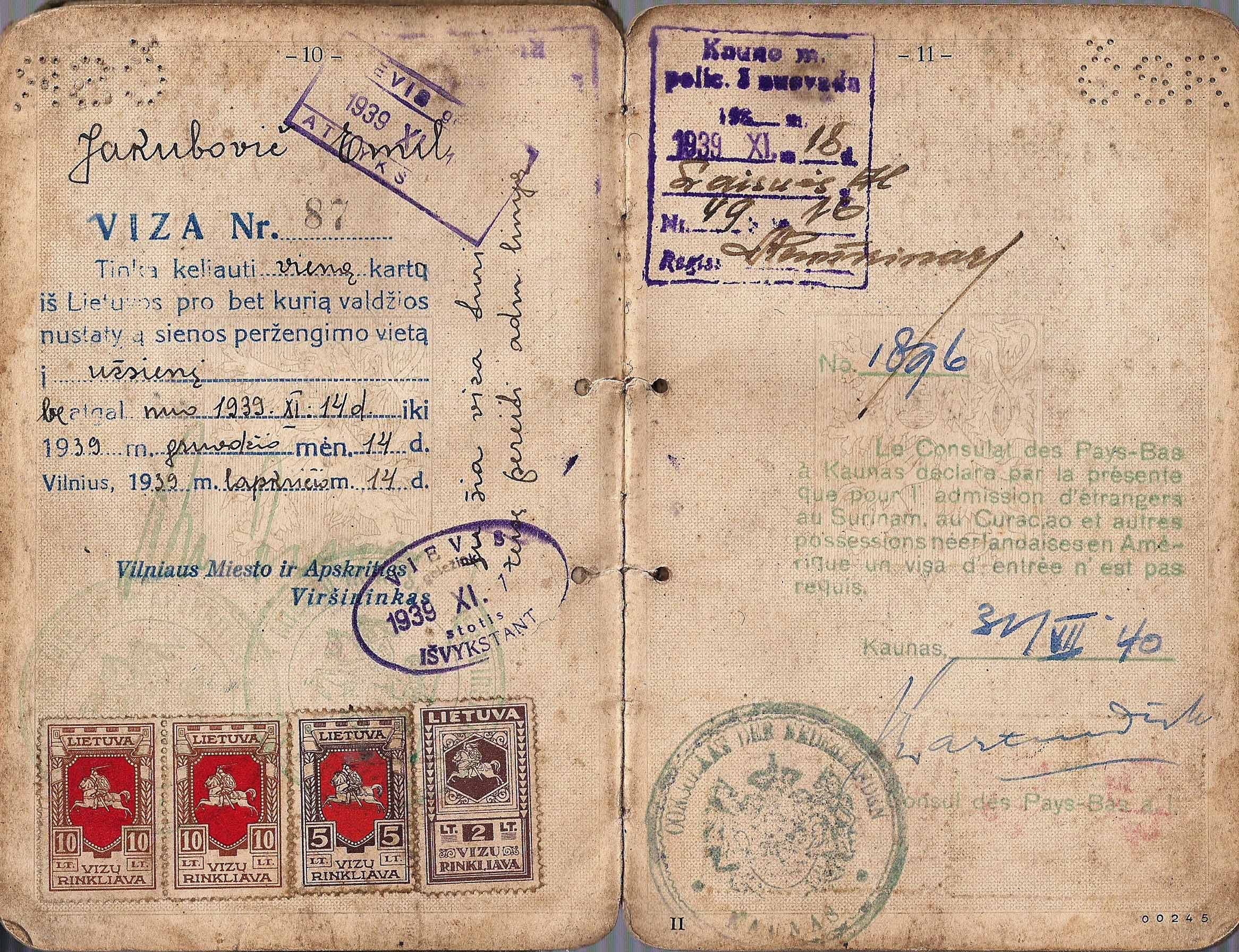
Visa signé à la main par Jan Zwartendijk datant de 1940.

Zwartendijk dirigeait les usines Philips en Lituanie. À partir du 19 juin 1940, du fait de l'occupation de son pays par l'Allemagne nazie, il fit fonction de consul des Pays-Bas en Lituanie, ou plus précisément représentant consulaire du gouvernement en exil. Il était sous l'autorité de l'ambassadeur des Pays-Bas en Lettonie, De Decker.
Lorsque l'Union Soviétique envahit la Lituanie en 1940, certains Juifs néerlandais résidents en Lituanie ont approché Zwartendijk pour obtenir un visa pour les colonies néerlandaises. Avec l'aval de De Decker, Zwartendijk accepta de les aider.  L'information se propagea parmi les Juifs qui avaient fui la Pologne occupée par les allemands, qui sollicitèrent alors également son aide.
Outrepassant la procédure officielle, Zwartendijk signait une déclaration selon laquelle l'île de Curaçao, colonie néerlandaise des Antilles, n'exigeait pas de visa.  Il omettait la seconde partie de la procédure officielle, qui stipulait que l'autorisation du gouverneur de Curaçao était exigée.  En fait, les premiers "visas" de ce type ont été émis par De Decker lui-même, et les Juifs ont approché Zwartendijk quand ils ont su que cette opportunité inhabituelle se présentait.
Faute de liaison maritime pour Curaçao, les réfugiés obtenaient un visa de transit par le Japon, que leur accordait généreusement le vice-consul du Japon à Kaunas, Chiune Sugihara, outrepassant l'avis négatif de sa hiérarchie. Les deux diplomates ont ainsi permis à de nombreux réfugiés de fuir la Lituanie pour l'Extrême-Orient via le chemin de fer transsibérien.  Les Juifs pouvaient alors entrer sans visa au ghetto de Shanghai, dans la concession internationale occupée par le Japon.
Dans les trois semaines suivant le 26 juillet, Zwartendijk émit plus de 2 400 visas pour Curaçao ou le Surinam. Lorsque l'Union Soviétique annexa la Lituanie le 3 août 1940, le bureau de Philips fut fermé, ainsi que les ambassades et consulats à Kaunas. Zwartendijk retourna aux Pays-Bas occupés, pour travailler au siège de Philips à Eindhoven, jusqu'à sa retraite. Il ne parla pas de son action en Lituanie.
Zwartendijk est mort en 1976.

## Distinctions posthumes
En 1996, Boys Town Jerusalem (en), un orphelinat et école de formation professionnelle de Jérusalem, organisa un dîner en hommage à Zwartendijk à New York et annonça la création du Prix Jan Zwartendijk pour les valeurs et l'éthique humanitaire.  Depuis, ce prix a été décerné à d'autres sauveteurs de Juifs, y compris le Président Luis Manuel Quezon et le peuple de la République des Philippines,.
En 1997, Yad Vashem lui a attribué le titre de Juste parmi les nations.
Le 10 septembre 2012 Zwartendijk a reçu à titre posthume la Croix des Sauveteurs de la République de Lituanie, une décoration attribuée aux personnes qui, au péril de leur vie, ont tenté de sauver des vies.
Dans le roman Les Extraordinaires Aventures de Kavalier et Clay, de Michael Chabon, le personnage Josef Kavalier reçoit des visas de Zwartendijk et de son allié Chiune Sugihara.  Même si le roman ne désigne pas nommément ces deux hommes, il décrit un "Néerlandais consul à Kovno qui délivrait frénétiquement des visas pour Curaçao, en bonne intelligence avec un diplomate japonais qui accordait un visa de transit" (p. 65).
Jan Zwartendijk apparaît personnellement dans le roman Shanghaï-la-juive, de Michèle Kahn. Anna, une jeune fille polonaise reçoit à Kaunas (Kovno), à la dernière minute, les visas tamponnés par Zwartendijk et  Chiune Sugihara, consul du Japon. "Le visa de la dernière chance"! s'écrie un personnage p.290 (Éditions Le Passage). On estime que les  deux consuls ont sauvé de six mille à huit mille vies.